# Ligne orange du métro de Chicago
Pour les articles homonymes, voir Ligne orange.

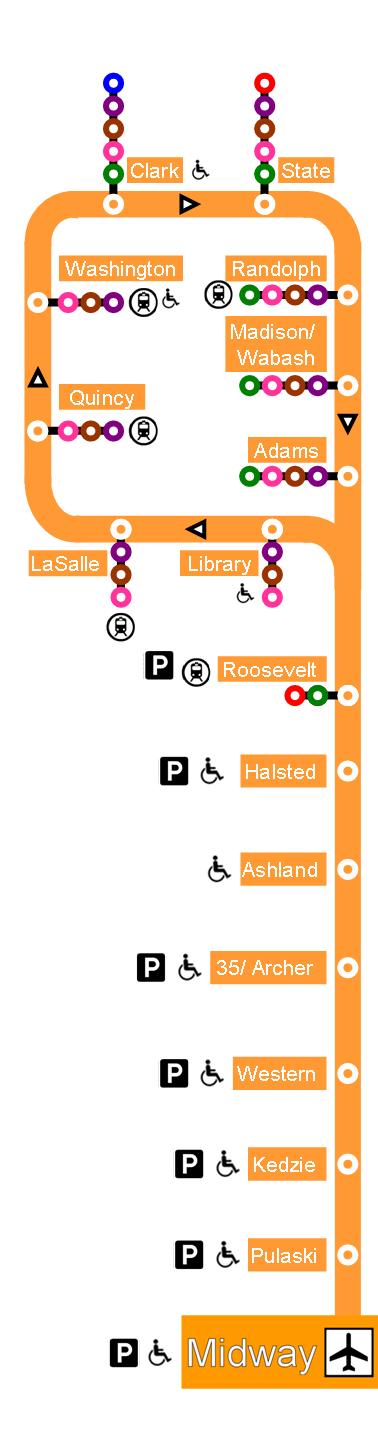
Plan de la ligne orange.

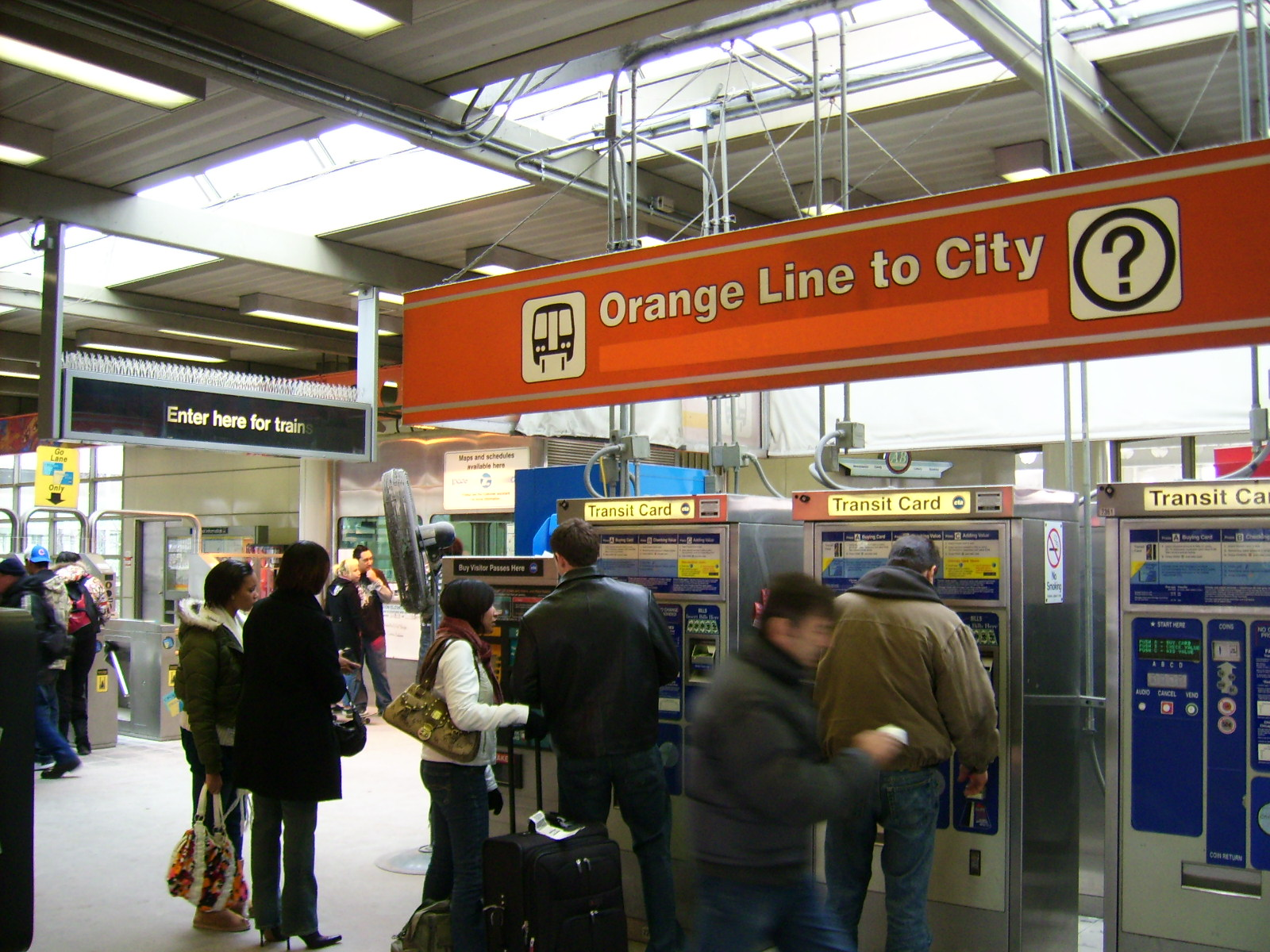
Terminus de Midway.

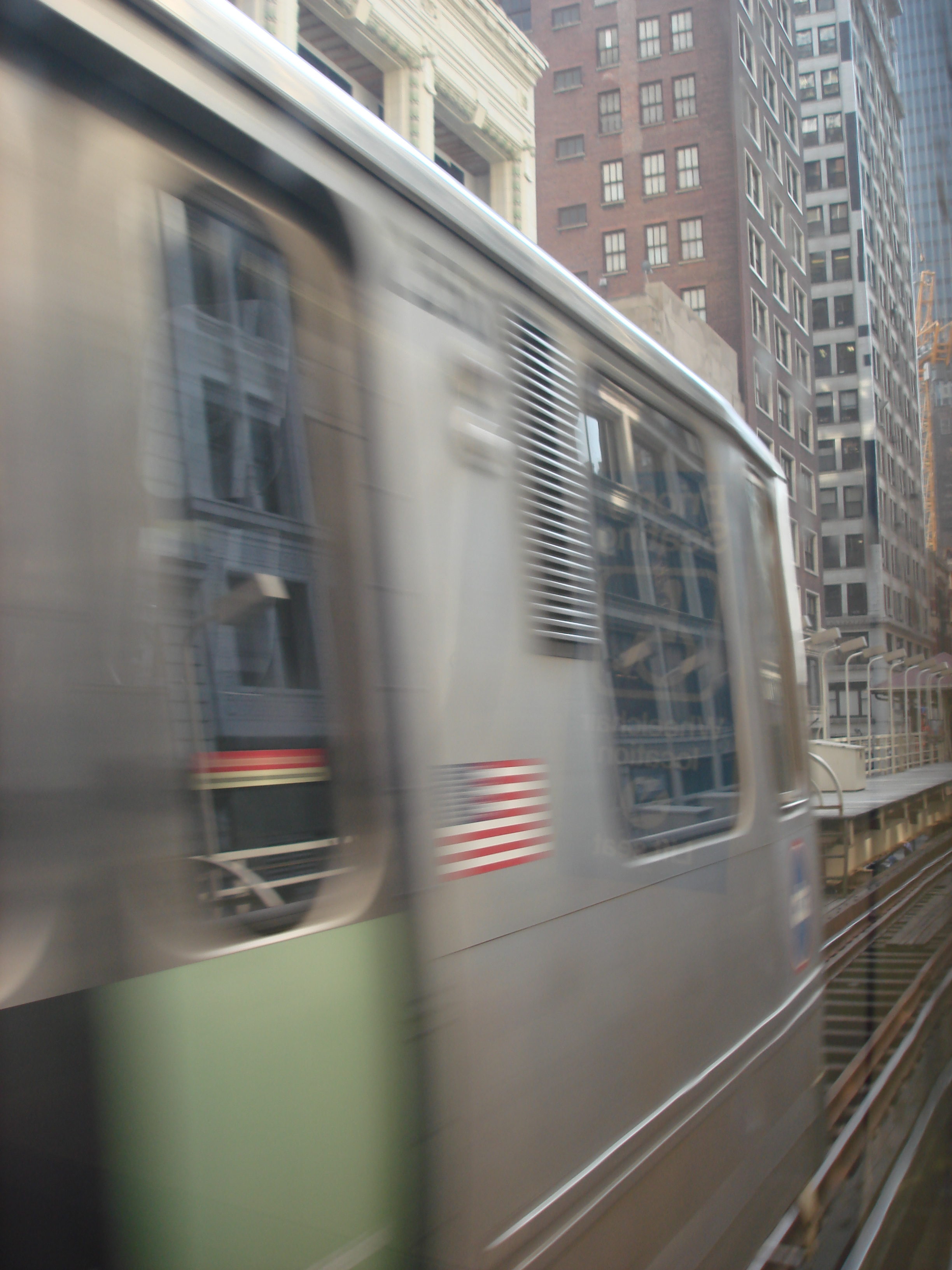
Tête d'une 3200 sur le Loop.

La ligne orange du métro de Chicago, aussi connue sous le nom de Midway Line, compte 16 stations et s'étend sur une longueur de 21,3 km allant du secteur du Loop (dans le centre de Chicago) jusqu'à l'aéroport international Midway, dans le secteur de Garfield Ridge (dans le sud-ouest de la ville). La ligne est très prisée par les hommes d’affaires du quartier financier du Loop (Downtown Chicago).
La ligne orange dessert le centre et les quartiers sud-ouest de Chicago et divers hauts lieux de la ville comme l'aéroport international Midway, l'Art Institute of Chicago (Institut d'art de Chicago), le Chicago Board of Trade Building, le Chicago Cultural Center, l'Hôtel de ville de Chicago, le Richard J. Daley Center, le Museum Campus, le Soldier Field et le James R. Thompson Center.
Toutes ses stations hors Loop sont accessibles aux personnes à mobilité réduite et offrent également un parking de dissuasion pour les navetteurs vers le centre-ville de Chicago.

## Historique
La ligne orange a été ouverte le 31 octobre 1993. Ce fut la première ouverture d'une nouvelle ligne du 'L' depuis l'inauguration de la ligne vers Dan Ryan en septembre 1969 et la première extension de la Chicago Transit Authority (CTA) depuis le prolongement de la ligne bleue vers O'Hare en septembre 1984. 
L'origine de la ligne orange remonte à la fin des années 1930 quand la ville de Chicago a proposé une extension du métro à grande vitesse le long de Wells Avenue, Archer Avenue et Cicero Avenue depuis le Loop afin de rejoindre l'aéroport international Midway de Chicago (alors appelé aéroport municipal de Chicago) se situant à cheval sur les quartiers de Clearing et West Lawn dans le sud-ouest de la ville. Il faudra néanmoins attendre 1980 pour que la CTA ne revienne à la charge pour la construction d'une ligne de métro à travers les quartiers sud-ouest pauvre en transport jusque-là. La CTA prévoit à cette époque de redynamiser ces quartiers avec la construction d'une ligne reliant le Loop au quartier de Ford City en passant par l'aéroport de Midway.
Le financement de la ligne fut finalement possible grâce à l'abandon du projet controversé de l'autoroute Crosstown (prévue dans le centre de Chicago). 
En 1986, un budget de 500 millions de dollars y fut alloué permettant le début du chantier en 1987 pour une durée totale de six ans de travaux. 
Elle fut ouverte le 31 octobre 1993 et dans le cadre de la réorganisation de son réseau, la CTA lui attribua la couleur orange. Le budget ayant été dépassé, la ligne fut finalement limitée à Midway.

## Son itinéraire
La ligne orange roule sur la portion la plus récente du réseau: la Midway Branch mais aussi sur la partie nord de la South Side Main Line et sur le Loop. 

### Midway Branch

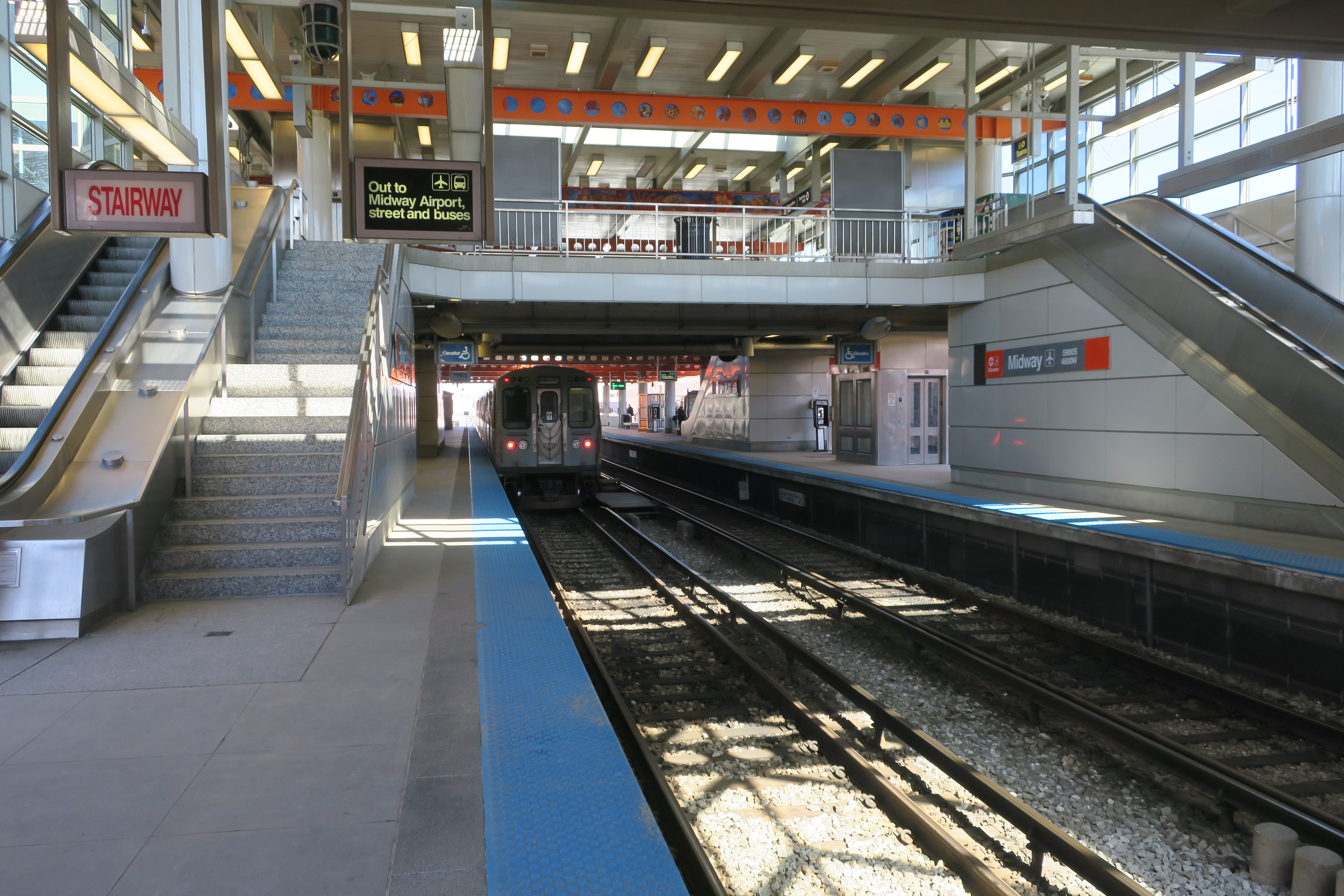
La station Midway, terminus de la ligne.

De son terminus de Midway situé sous le hall du terminal principal de l'aéroport, au sud-ouest de la ville, la ligne orange roule vers le nord-est sur un viaduc à partir de la 55th Street rue jusqu'à Western Boulevard ou elle retrouve le niveau du sol sur un remblai à l'ouest de Pershing Boulevard Road. 
De là, la ligne orange monte à nouveau sur une structure élevée et traverse Archer Avenue, avant de descendre sur Illinois Central Boulevard jusque Ashland où elle longe la rivière Chicago et l'autoroute Stevenson. De ce point la ligne orange retrouve les anciennes voies de la South Side Main Line qui était utilisée entre le Loop et 95th/Dan Ryan (ligne rouge). La Midway Branch comprend sept stations.

### South Side Main Line
La ligne orange n'utilise qu'un tout petit tronçon de la South Side Main Line. Ces voies lui permettent de longer Wentworth Avenue et de rejoindre la ligne verte avant la station Roosevelt ou une correspondance avec la ligne rouge est également possible. À la sortie de Roosevelt la ligne orange et la ligne verte remontent vers le nord sur Wabash Avenue jusqu'au Loop.

### LeLoop

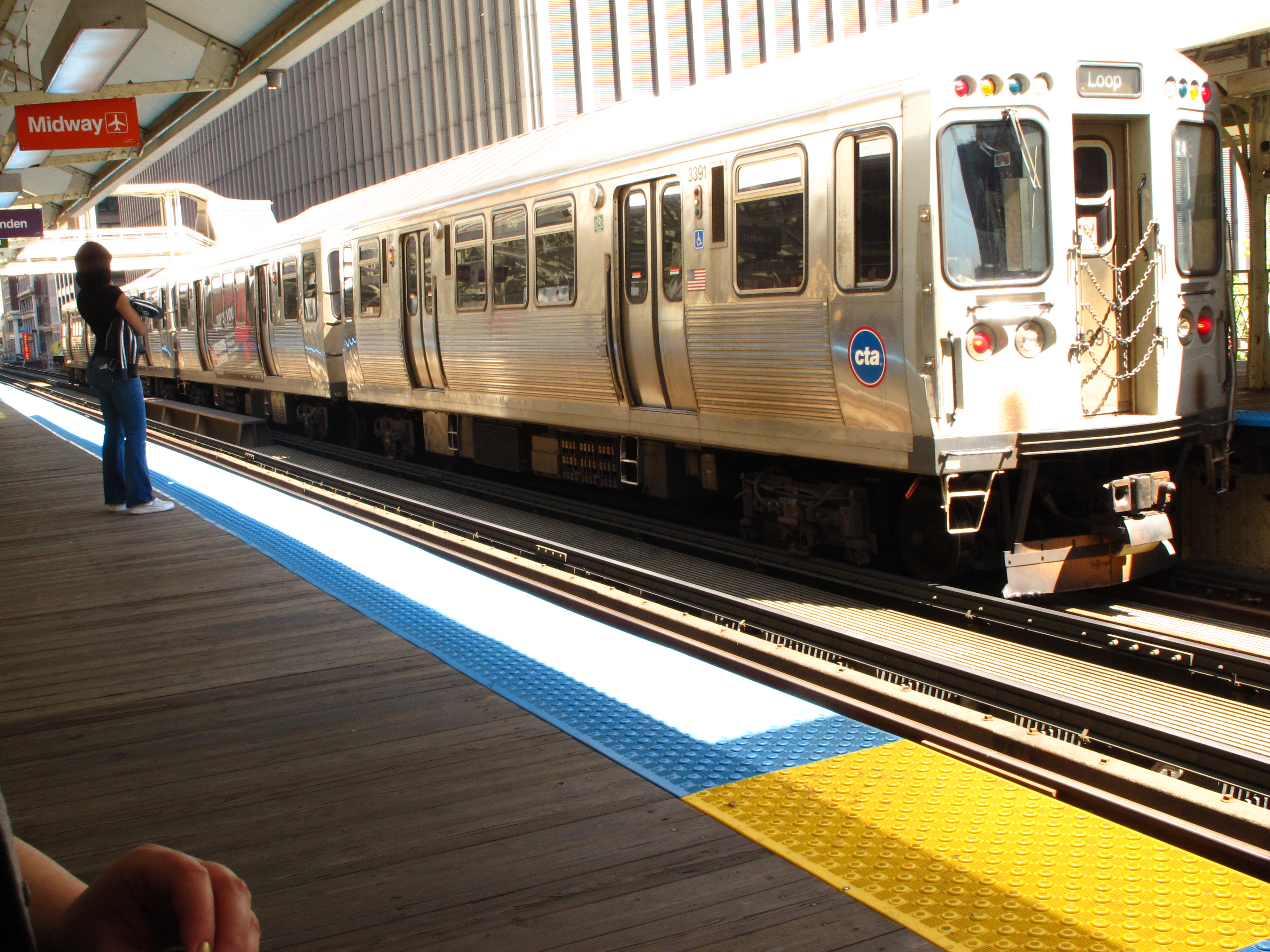
Sortie sud du Loop vers Midway.

La ligne orange entre dans le Loop via l’entrée sud-ouest et la tour 18. Elle  emprunte  la voie intérieure et dessert les neuf stations du Loop dans le sens horlogique en commençant par la station Harold Washington Library-State/Van Buren et en terminant par la station Adams/Wabash avant de retourner vers Midway.

## Les projets

### Desserte express
La CTA projette comme sur la ligne bleue de créer un nouveau terminus dans le centre de Chicago sous State Street et d’assurer une desserte express entre le Loop et l'aéroport international Midway. Cette desserte express ne se ferait pas sur des rails entièrement dédiés mais sur des voies entre et aux stations afin de permettre aux rames express de sauter les autres rames.
Les études et conciliations sont en cours depuis 2008 et les experts de la CTA espéraient pourvoir exploiter des rames express à partir de 2012 mais le maire de Chicago, Richard M. Daley a déjà annoncé que le projet connu sous le nom de Block 37 (du nom du centre commercial qui surplombe la possible station et qui se trouve au n° 108 de  State Street dans le Loop ne verrait pas le jour avant 2016 au plus tôt et que sa réalisation dépendrait du financement ou non d'un investisseur privé et de la bonne volonté de la législature suivante à Chicago.

### Prolongement vers Ford City
À l'origine, la ligne orange devait desservir le quartier de Ford City à trois kilomètres au sud de l'aéroport international Midway.
Vu le déficit de la ville de Chicago au début des années 1990, le terminus et les voies de Ford City ne furent jamais construites et la CTA limita le service à Midway.
La Chicago Transit Authority a récemment entrepris une analyse des solutions de rechange pour l'extension de la ligne orange vers Ford City et son centre commercial. Actuellement évalué à 200 millions de dollars, le projet en est toujours aux réunions communautaires dans les quartiers concernés.  Une station pourrait également être ajoutée sur le nouveau tracé à hauteur de 67th Street ou de 71st Street.

## Rames utilisées
La ligne orange est utilisée uniquement avec des rames Morrison-Knudsen-3200 livrées un an avant son ouverture. Les rames sont généralement couplées par huit voitures en heure de pointe pour quatre voitures en heure creuse et le week-end.

#### Chicago 'L'
- Chicago Transit Authority
- Union Loop
- Metra

#### Autres
- Métro
- Liste des métros du monde
- Liste des métros d'Amérique